# Bunkr hotelu Palace
Bunkr hotelu Palace (v originále Bunker Palace Hôtel) je francouzský sci-fi film z roku 1989, který natočil Enki Bilal podle vlastního scénáře. Snímek měl světovou premiéru dne 14. června 1989.

## Děj
V diktatuře futuristického světa vypukne velká vzpoura, která způsobí svržení stávajícího režimu. Jak pro případ potřeby naplánoval jejich milovaný prezident, prozíravý muž, vysocí hodnostáři uprchli a uchýlili se do pro takový případ dohodnutého místa, do hotelu Bunker Palace. Toto útočiště je dílem architekta a inženýra Holma. Toto důmyslné útočiště je jak bunkr vybudovaný hluboko pod zemí, aby chránil své obyvatele, tak palác hodný těchto vysokých hodnostářů zvyklých na okázalý luxus. Při jejich příjezdu, jeden po druhém, na konci jejich běhu navzdory nebezpečné cestě, jsou bývalí vysocí hodnostáři vítáni Holmem. Ovšem sám prezident nepřijíždí. Bez svého vůdce, svého průvodce, zůstávají obyvatelé hotelu Bunker Palace v nejistotě a  zmatku.

## Obsazení
| Jean-Louis Trintignant | Holm      |
| Carole Bouquet         | Clara     |
| Maria Schneiderová     | Muriel    |
| Jean-Pierre Léaud      | Solal     |
| Roger Dumas            | Zarka     |
| Yann Collette          | Orsini    |
| Philippe Morier-Genoud | Destoop   |
| Hans Meyer             | prezident |
| Benoît Régent          | Nikolaï   |
| Jezabelle Amato        | žena      |
| Svetozar Cvetkovic     | Marco     |